# Castillo de San Antonio (Fornells)
El castillo de San Antonio (Castell de Sant Antoni en catalán) es una fortaleza situada en la localidad española de Fornells, en el municipio de Mercadal, en Menorca. Fue construido en el siglo XVII en el puerto de la localidad, y gracias a esta construcción nació la población.
Solo quedan unos pocos restos de la estructura, ya que fue desmantelado por los españoles tras la dominación británica, igual que el Castillo de San Felipe. Cerca se encuentra la Torre de Fornells; torre defensiva cuyo objeto era proteger el castillo de ataques enemigos.

## Cartografía
Hoja n.º 618 de la serie MTN50 del  Insitituto Geográfico Nacional. (Descarga gratuita en formato digital en Centro de descargas del  Centro Nacional de Información Geográfica)
«Centro de descargas del Centro Nacional de Información Geográfica» (en español, inglés y francés).